# Ізернія
Ізернія (італ. Isernia) — муніципалітет в Італії, у регіоні Молізе, столиця провінції Ізернія.
Ізернія розташована на відстані близько 150 км на схід від Риму, 37 км на захід від Кампобассо.
Населення — 21 981 особа (2014).
Щорічний фестиваль відбувається 19 травня. Покровитель — Papa Celestino V.

## Демографія
Населення за роками:

Станом на 1 січня 2023 року в муніципалітеті офіційно проживало 1056 іноземців з 59 країн, серед них 334 громадяни країн Євросоюзу та 57 громадян України.

## Відомі особистості
В поселенні народився:
- Роберто Фаріначчі (1892—1945) — італійський політик.

## Сусідні муніципалітети
- Карпіноне
- Форлі-дель-Санніо
- Форнеллі
- Лонгано
- Маккія-д'Ізернія
- Міранда
- Песке
- Петторанелло-дель-Молізе
- Рокказікура
- Сант'Агапіто